# Église Saint-Christophe de Vindelle
Pour les articles homonymes, voir Église Saint-Christophe.
L'église Saint-Christophe de Vindelle, une des plus anciennes églises romanes de Charente, est située sur la commune de Vindelle, environ 12 km au nord d'Angoulême.
Construite aux XIe et XIIe siècles et très peu remaniée, c'est une église à clocher carré, ornée de sculptures extérieures, les modillons qui supportent les corniches, et de sculptures intérieures au niveau des chapiteaux.
Elle fait l'objet d'une protection au titre des monuments historiques.

## Historique
L’église Saint-Christophe de Vindelle est mentionnée par le cartulaire de Saint-Amant-de-Boixe dans la période 988-1028. Le comte Guillaume V d'Angoulême en fait alors don à l’abbaye de Saint-Amant-de-Boixe en vue de fonder un prieuré. L'église serait restée commune à la paroisse et au prieuré fondé au début du XIe siècle. Le prieuré avait pour patrons saint Jacques et saint Christophe. Le prieur avait le droit de justice et percevait les rentes et les dîmes de la paroisse.
Au XIVe siècle, l'église Saint-Christophe est rattachée à Balzac. Durant la guerre de Cent Ans, elle est fortifiée : la nef est rehaussée, ce qui correspond généralement à la constitution d'un chemin de ronde, et une arbalétrière est aménagée dans le mur du clocher. Il faut attendre le XVIIe siècle pour que soient entreprises des restaurations ainsi que la construction de l'escalier permettant d'accéder au clocher. D'autres restaurations sont effectuées au XIXe siècle. Les travaux entrepris dans la seconde moitié du XXe siècle révèlent des sarcophages mérovingiens dans le chœur et entraînent une opération archéologique de sauvetage.
L'église est inscrite au titre des monuments historiques le 4 décembre 1995.
Cette église paroissiale fait actuellement partie de la « paroisse de Gond-Pontouvre, Balzac, Vindelle ».

## Architecture
L’église Saint-Christophe est constituée d’une nef unique à trois travées dont les deux premières datent du XIe siècle, alors que la troisième, la croisée sous clocher et l’abside remontent au début du XIIe siècle. Le bras nord du transept et son absidiole, plus tardifs, datent du milieu du XIIe siècle et il n'a jamais été construit de bras sud. Cette église romane a conservé tous ses éléments, ce qui lui donne une grande unité architecturale.
Elle est construite en petit appareil de moellons et en petit appareil de pierre de taille. C’est du matériau local qui a été utilisé, de la pierre de taille du Kimméridgien. Le chœur est construit sur une semelle de plusieurs lits de pierres, ce qui pourrait être dû à une reconstruction sur des fondations de Xe siècle.

### Architecture extérieure

#### Façade occidentale

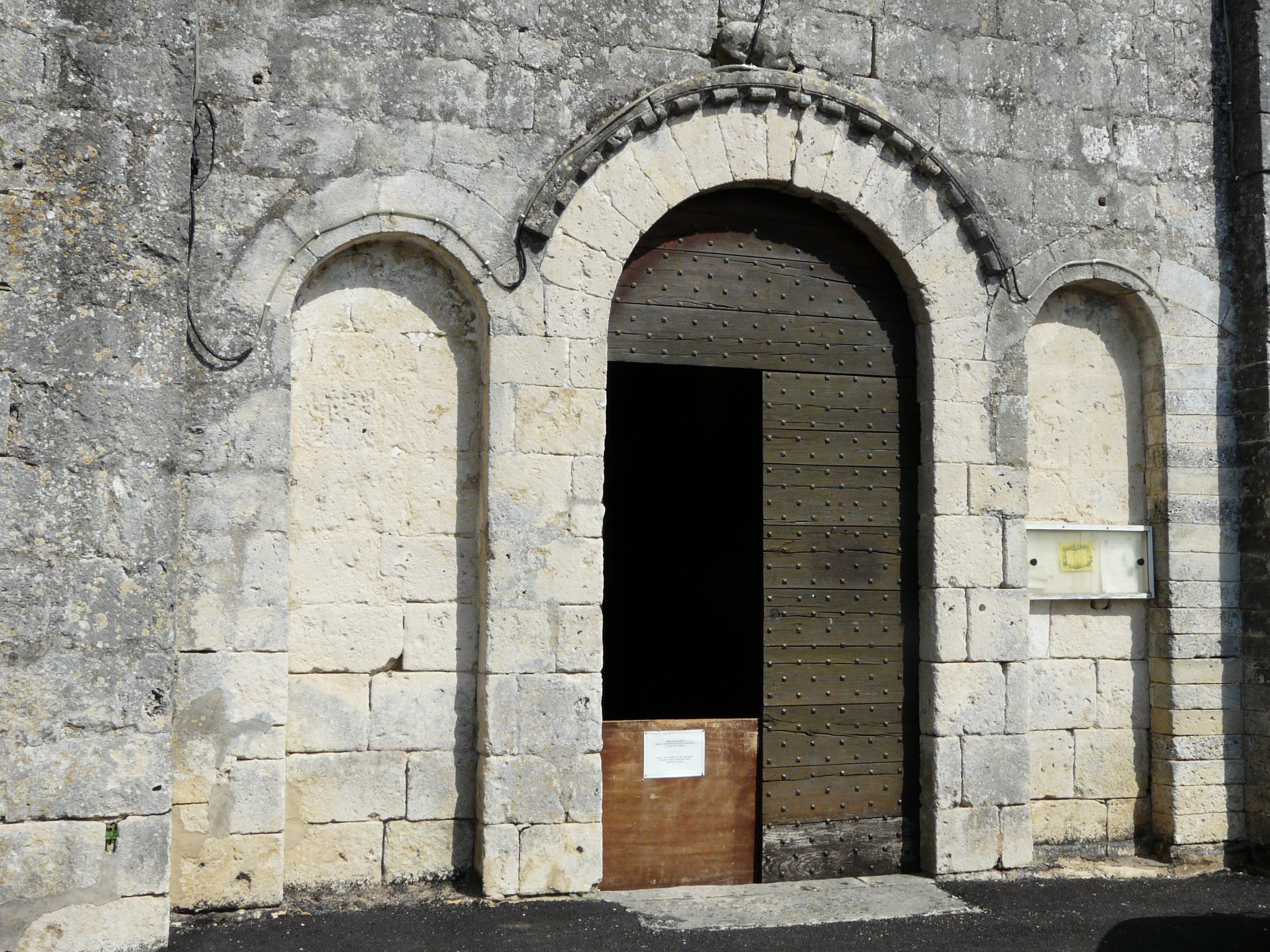
Portail clouté

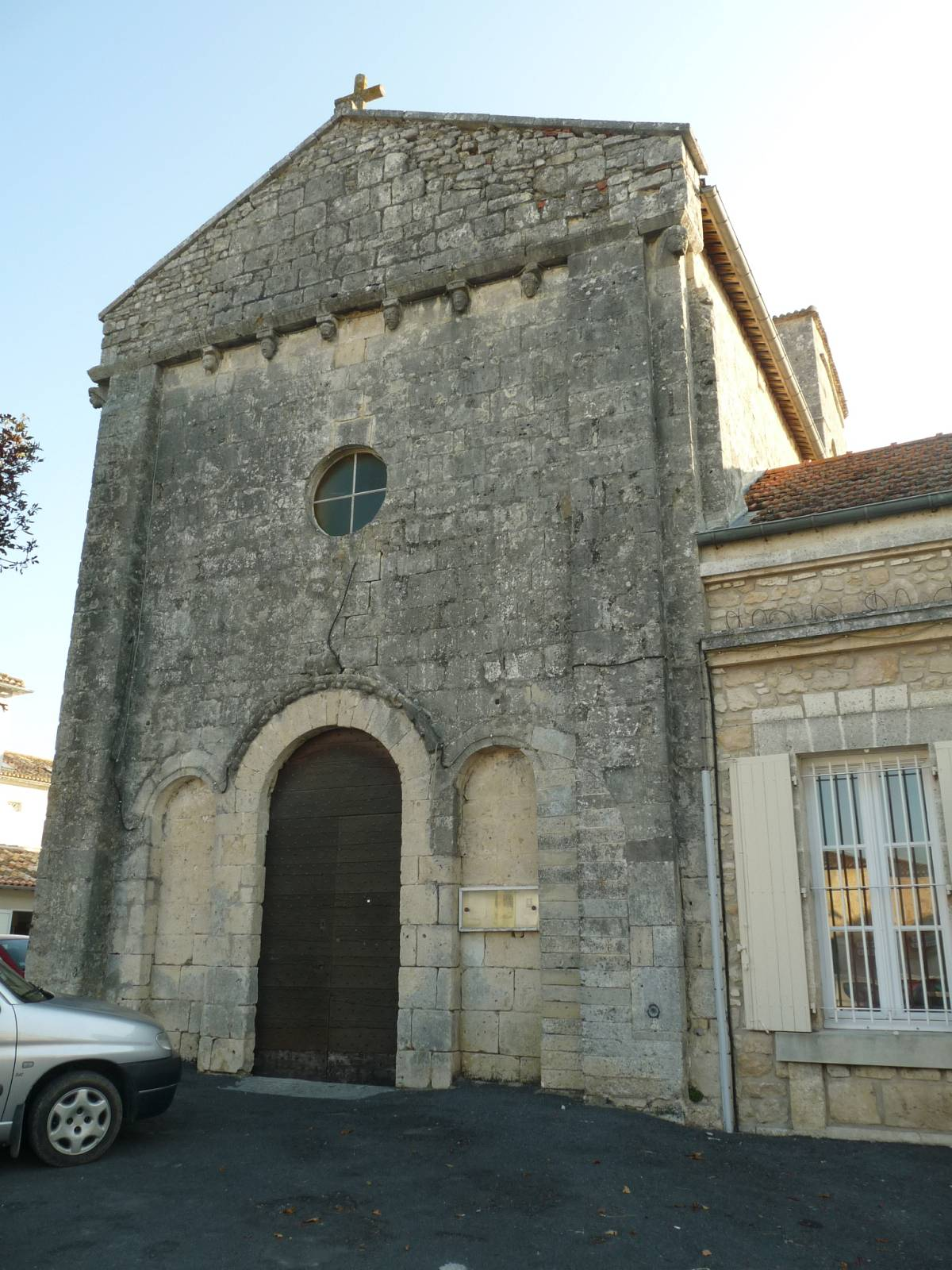
Façade à fronton triangulaire

La façade occidentale est surmontée d’un fronton triangulaire. Une corniche qui relie deux contreforts plats est soutenue par des modillons représentant des têtes d‘hommes, les uns barbus, les autres imberbes. Le portail central à simple rouleau dont l'arc est orné d'un cordon à billettes présente au-dessus de son extrados un haut-relief sculpté très endommagé qui pourrait être un agneau romain en réemploi. Ce portail est encadré par deux arcades aveugles et surmonté d'un oculus. Cette façade est à division verticale et division horizontale, ce qui est rare (2,6 %) dans les églises romanes de l'Angoumois 
La porte est cloutée de 480 clous

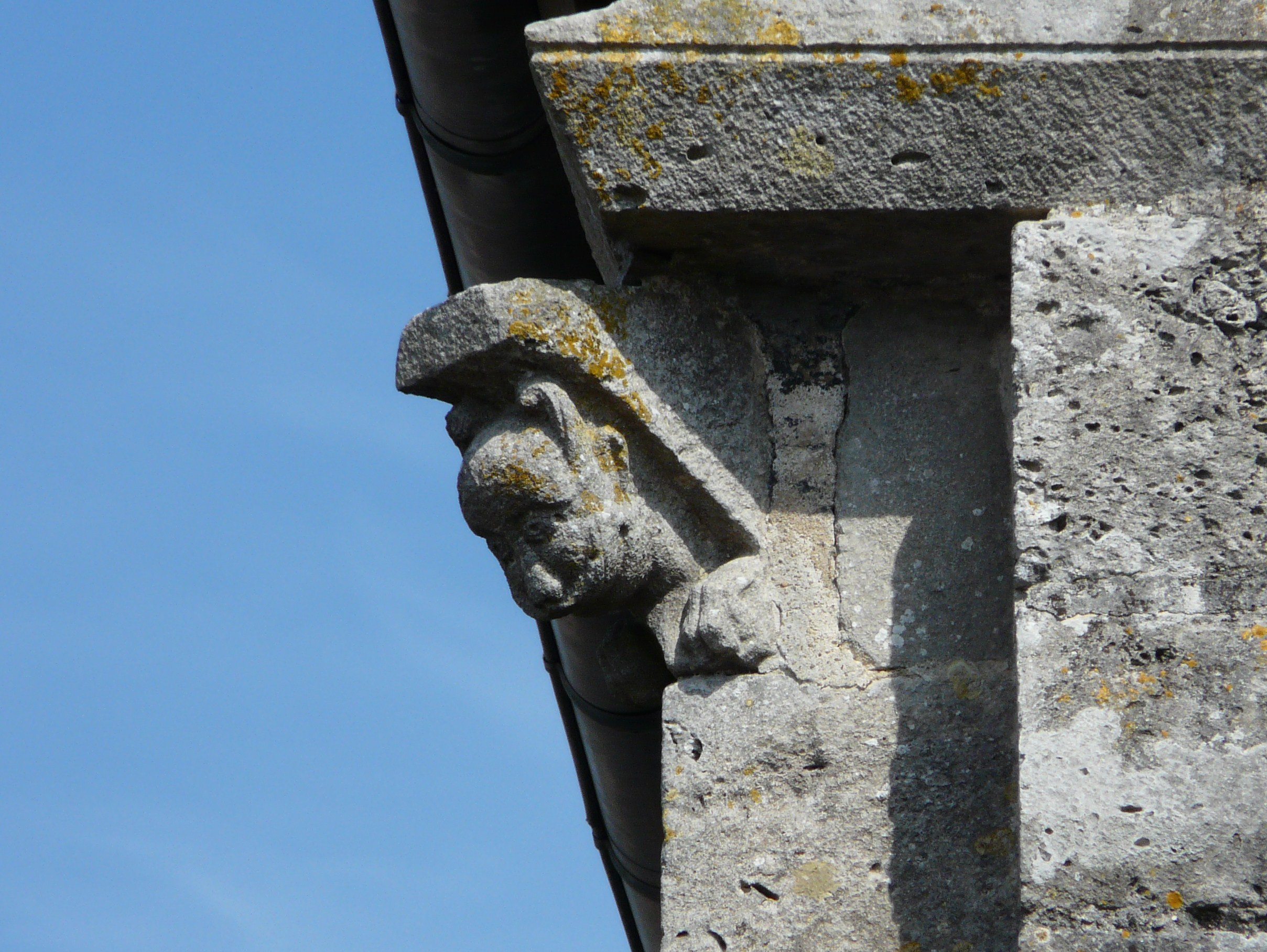
Modillon de l'angle nord
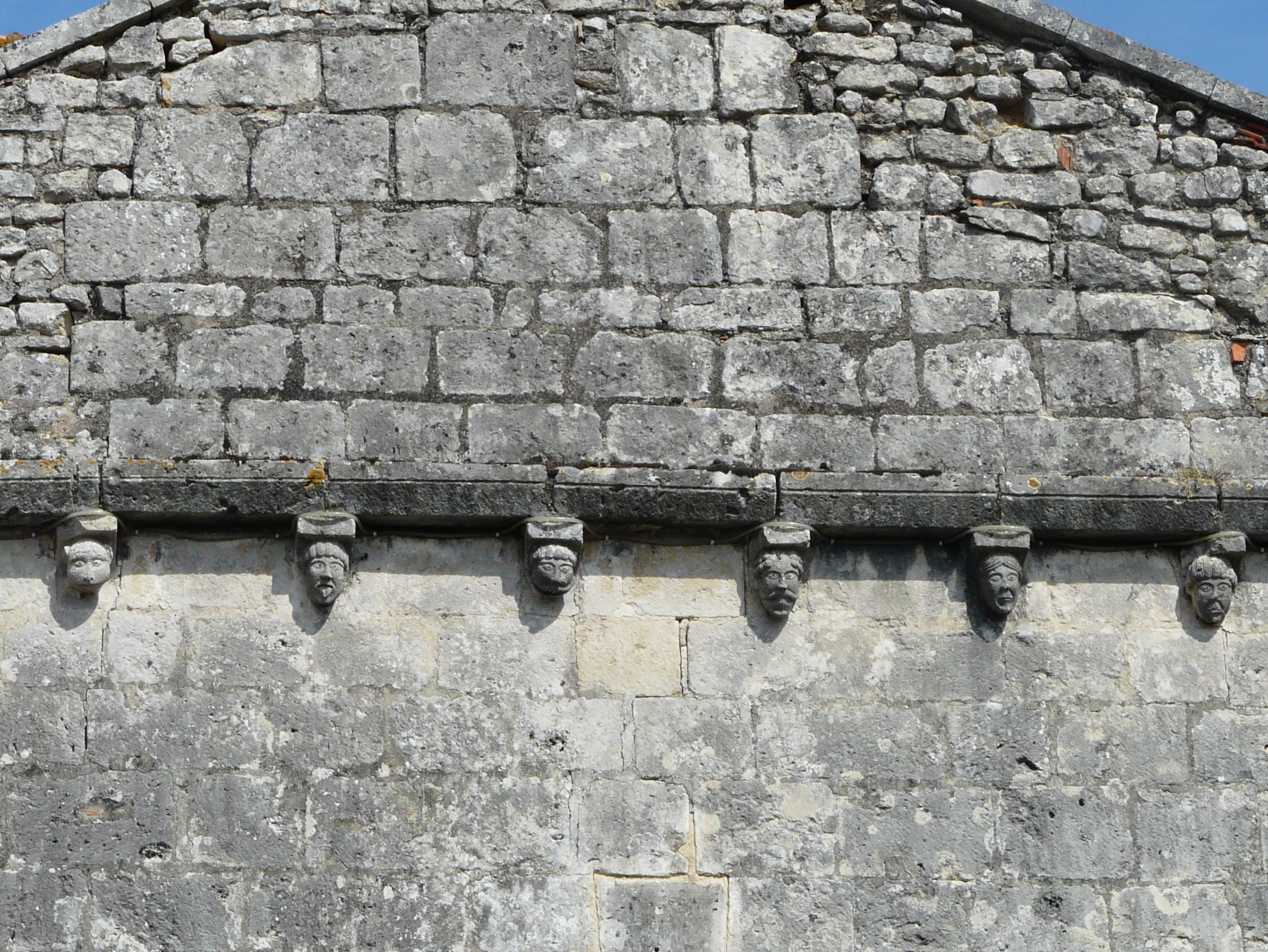
Modillons de la façade
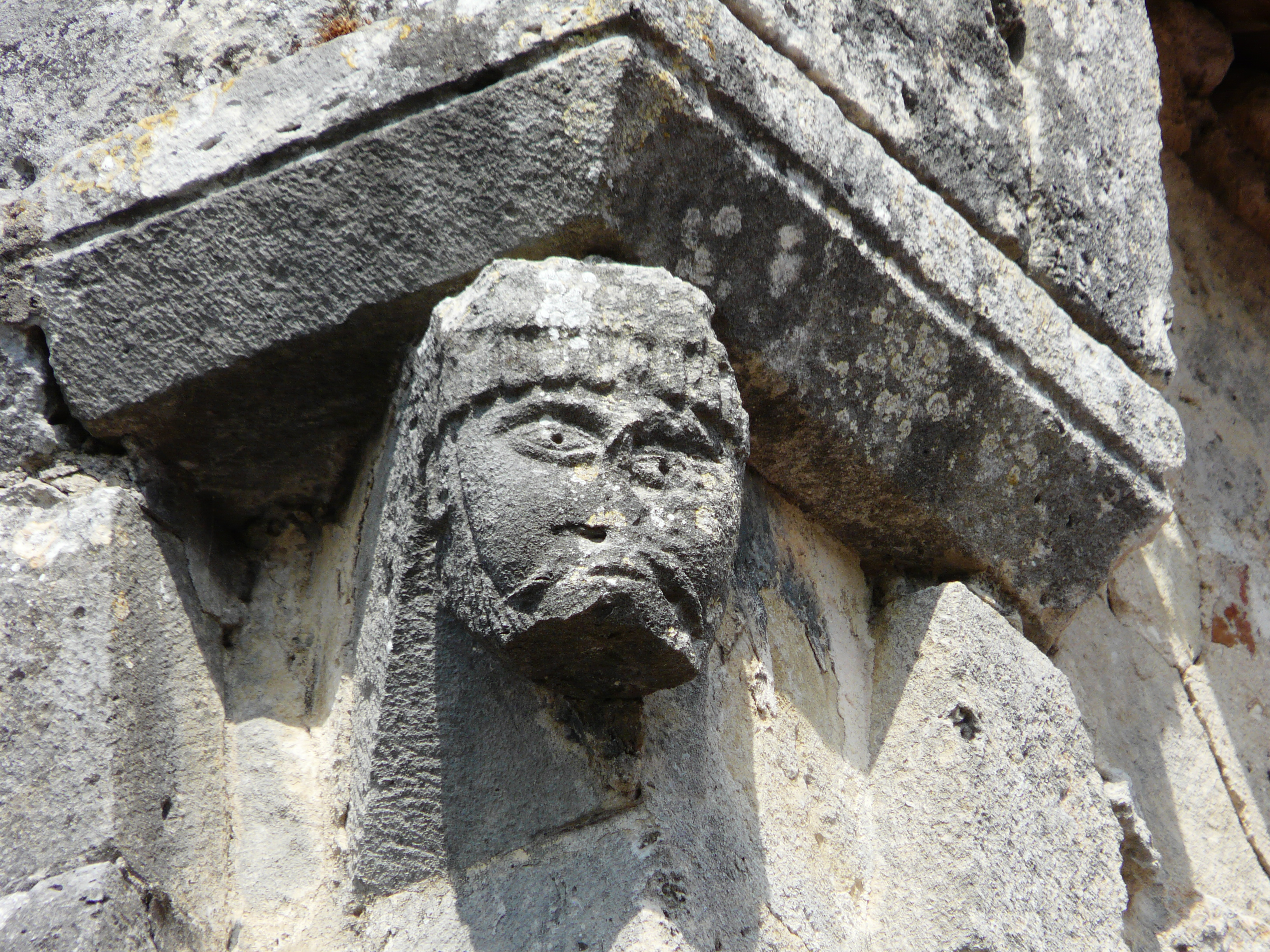
Modillon de l'angle sud

#### Nef
La nef présente trois contreforts côté sud, et un seul côté nord, entre la seconde et la troisième travée. Au nord s'ouvre une fenêtre en plein cintre et au sud une fenêtre en plein cintre et une baie étroite. La corniche, soutenue par des modillons nus, est encore en place sur les seconde et troisième travées, côté nord et la troisième travée, côté sud. Les deux rangs de pierre au-dessus de la corniche signent le rehaussement effectué ultérieurement.

#### Transept
Le côté sud étant occupé par la maison prieurale, l'église Saint-Christophe n'a qu'un seul bras de transept éclairé par une baie étroite, le bras nord sur lequel s'ouvre l'absidiole. Au mur ouest du transept est accotée une construction basse du XIe siècle au-dessus de laquelle est visible un contrefort plat jusqu'à la corniche à double ressaut soutenue de modillons nus. L'angle ouest est orné d'un modillon sculpté en tonnelet.

#### Abside et absidiole
L'abside et l'absidiole sont de mêmes dimensions, soutenues chacune par deux contreforts plats, voûtées en cul-de-four et accolées. L'abside est éclairée par trois baies et l'absidiole par une baie axiale de plein cintre.
Elles présentent une corniche soutenue pour l'abside de modillons ornés, pour l'absidiole de modillons nus.

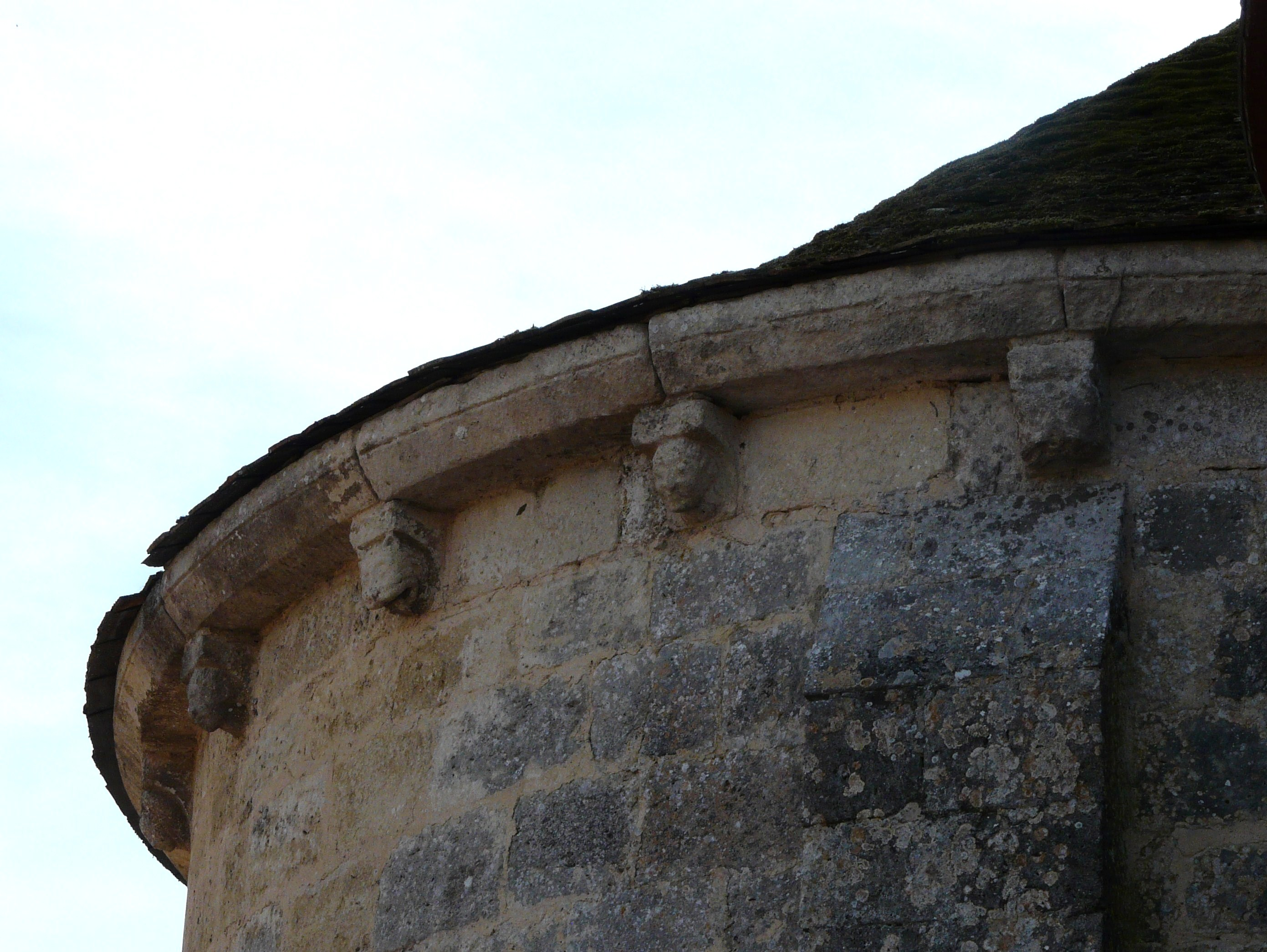
Abside à modillons ornés
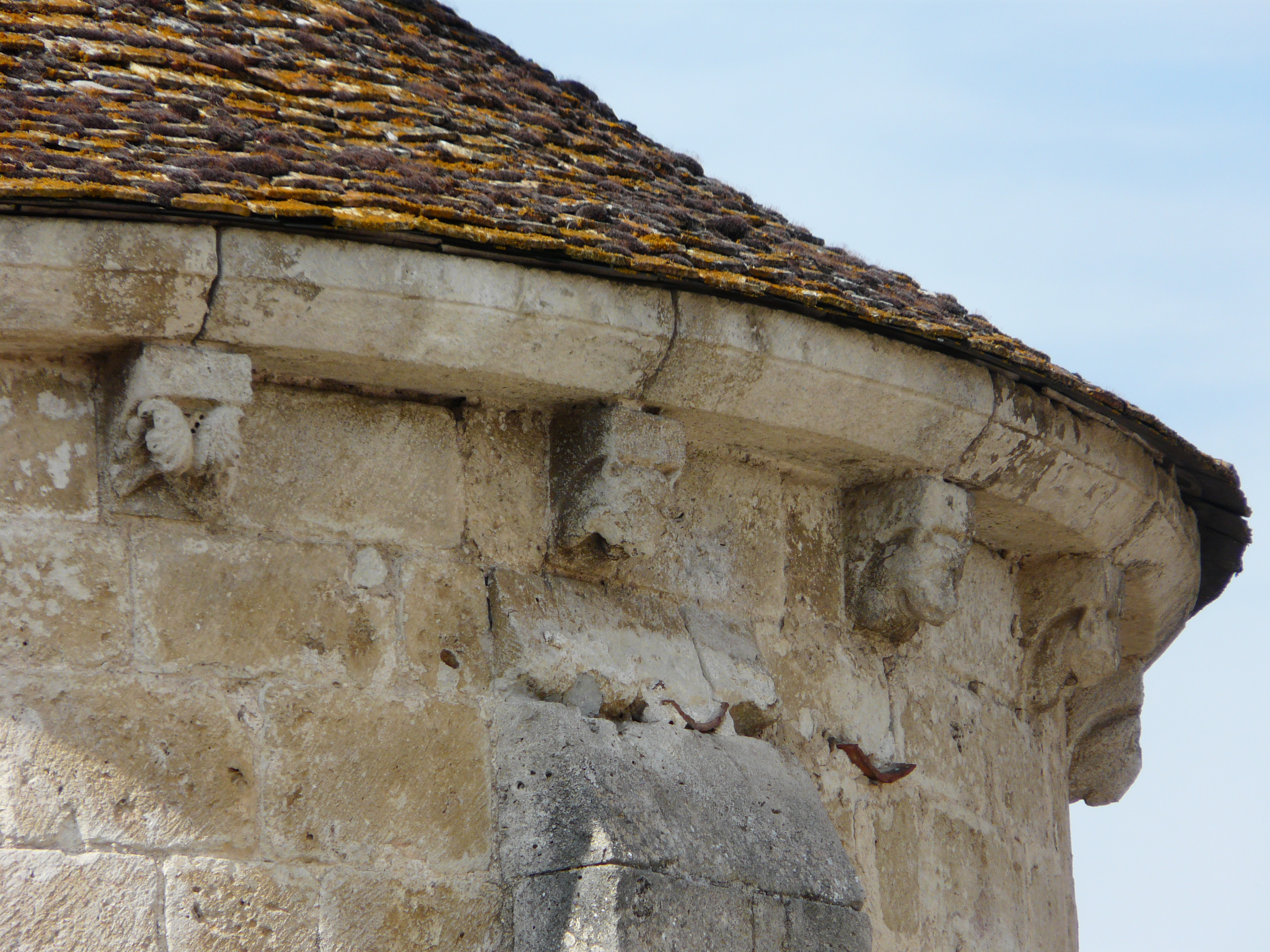
Autre face de l'abside

Deux modillons ornés de l'abside représentent des têtes, une barbue et une imberbe. Quatre autres sont à masque léonin et à motifs végétaux.

#### Clocher

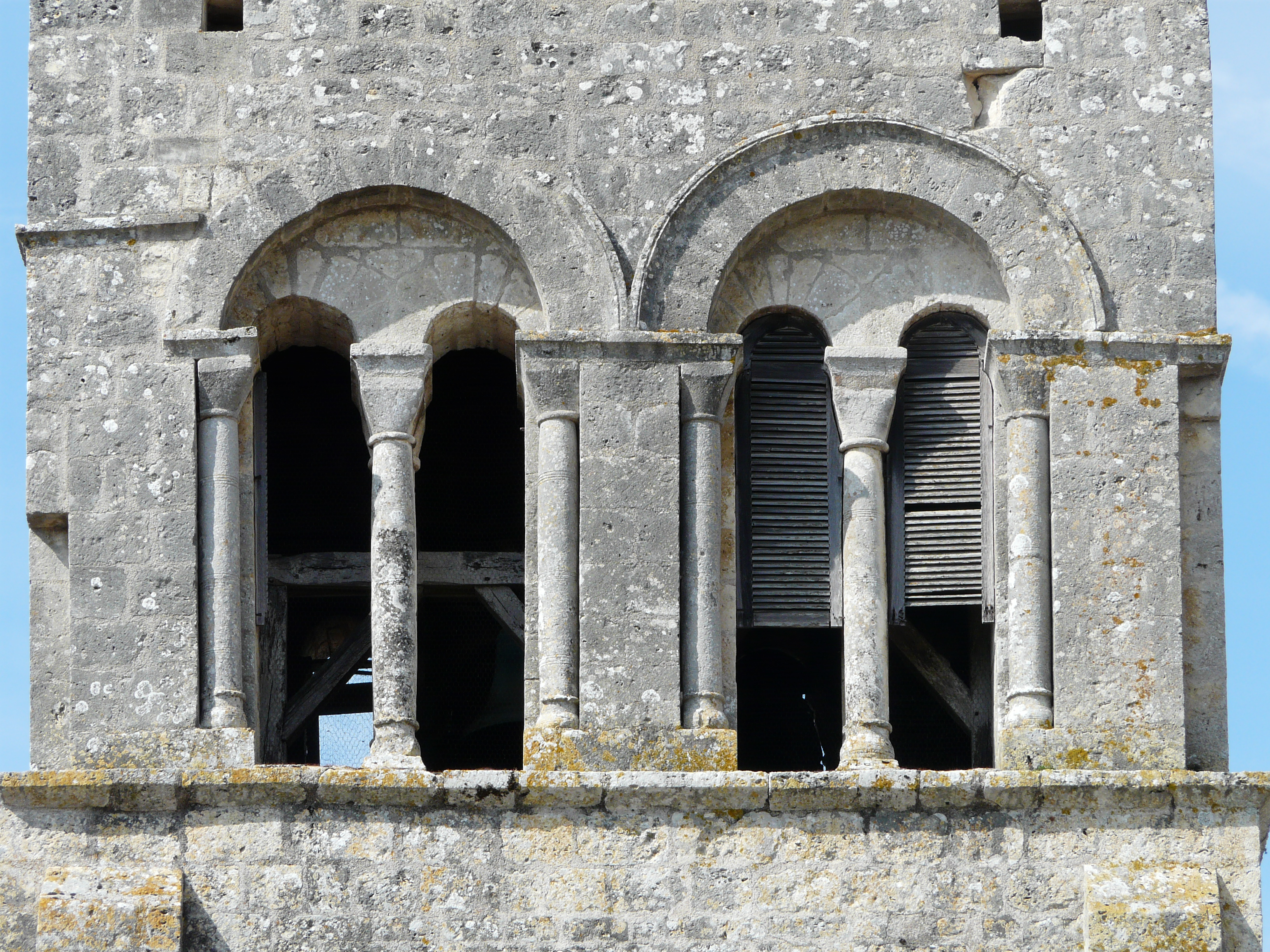
Baies géminées du clocher

C'est une des rares églises à avoir conservé son clocher roman d'origine. Ce clocher carré, à un seul étage, au toit à pans coupés, est couvert de tuiles. Chaque face était ouverte de baies géminées de plein cintre, mais seules celles des faces nord et sud ont été conservées. Pour chaque baie, les arcs retombent sur une colonnette centrale soutenue par une base ornée. Le clocher qui présente une division horizontale, a gardé les modillons de l'ancienne corniche.
Une meurtrière (ou arbalétrière) a été aménagée dans le mur du clocher durant la guerre de Cent Ans.

#### Maison prieurale
La maison prieurale était accolée au sud de l'église. Elle était constituée de deux corps de bâtiment dont il ne reste plus qu'un seul. Cette partie restante a conservé une fenêtre romane.

### Architecture intérieure
La nef unique est à trois travées, prolongée par la croisée du transept carrée et une abside. Au nord, le bras de transept unique se prolonge à l'est par une absidiole aussi grande que l’abside qui lui est accolée.

#### Nef
La nef est à trois travées, carrées pour les deux dernières, un peu plus longue que large pour la première. Les deux premières, construites au XIe siècle ont été un peu rehaussées au XIIe siècle au moment de la construction du reste de la nef. Sur les deux premières travées, une arcature a été alors appliquée au mur sans doute en vue de la pose d'une voûte qui n'a jamais eu lieu. Les pilastres en sont en grand appareil de pierres à champ étroit, d'une épaisseur de 4 cm à 7 cm. Ces deux premières travées sont couvertes d'une charpente et il est visible que la charpente précédente était plus basse. La nef a été rehaussée durant la guerre de Cent Ans, ce qui précédait habituellement l'installation d'un chemin de ronde. La troisième travée est voutée en berceau plein-cintre.
La croisée du transept ou travée sous clocher, carrée, est couverte d'une coupole sur trompes conique sans angle, avec impostes soulignant le trompillon. Elle a été aménagée, construite ou reconstruite comme la troisième travée et l'abside dans la première moitié du XIIe siècle. Les deux chapiteaux de la croisée du transept sont ornés de palmettes, de rinceaux de feuilles et de monstres ailés à queue de serpent.

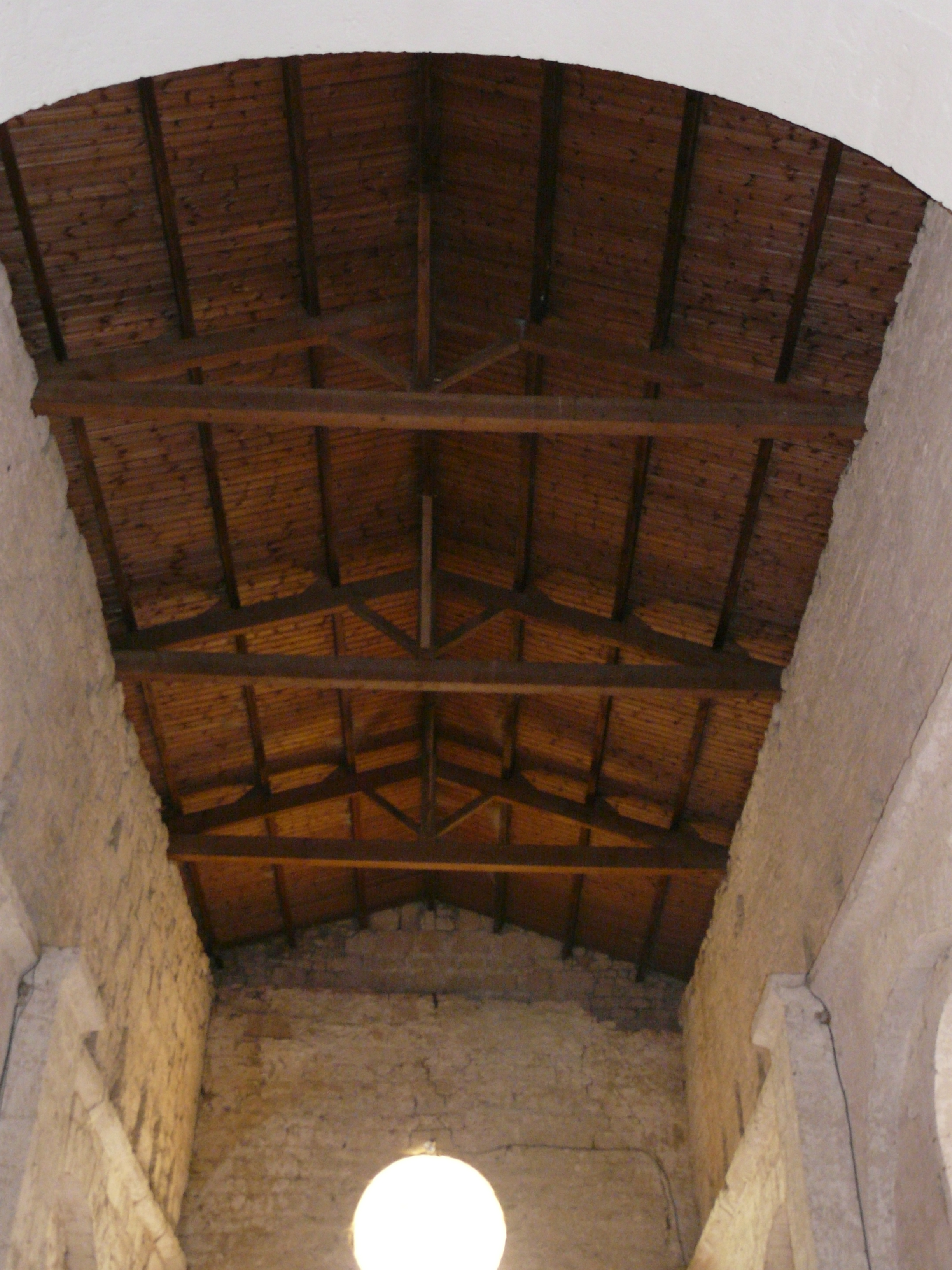
Charpente des premières travées de la nef

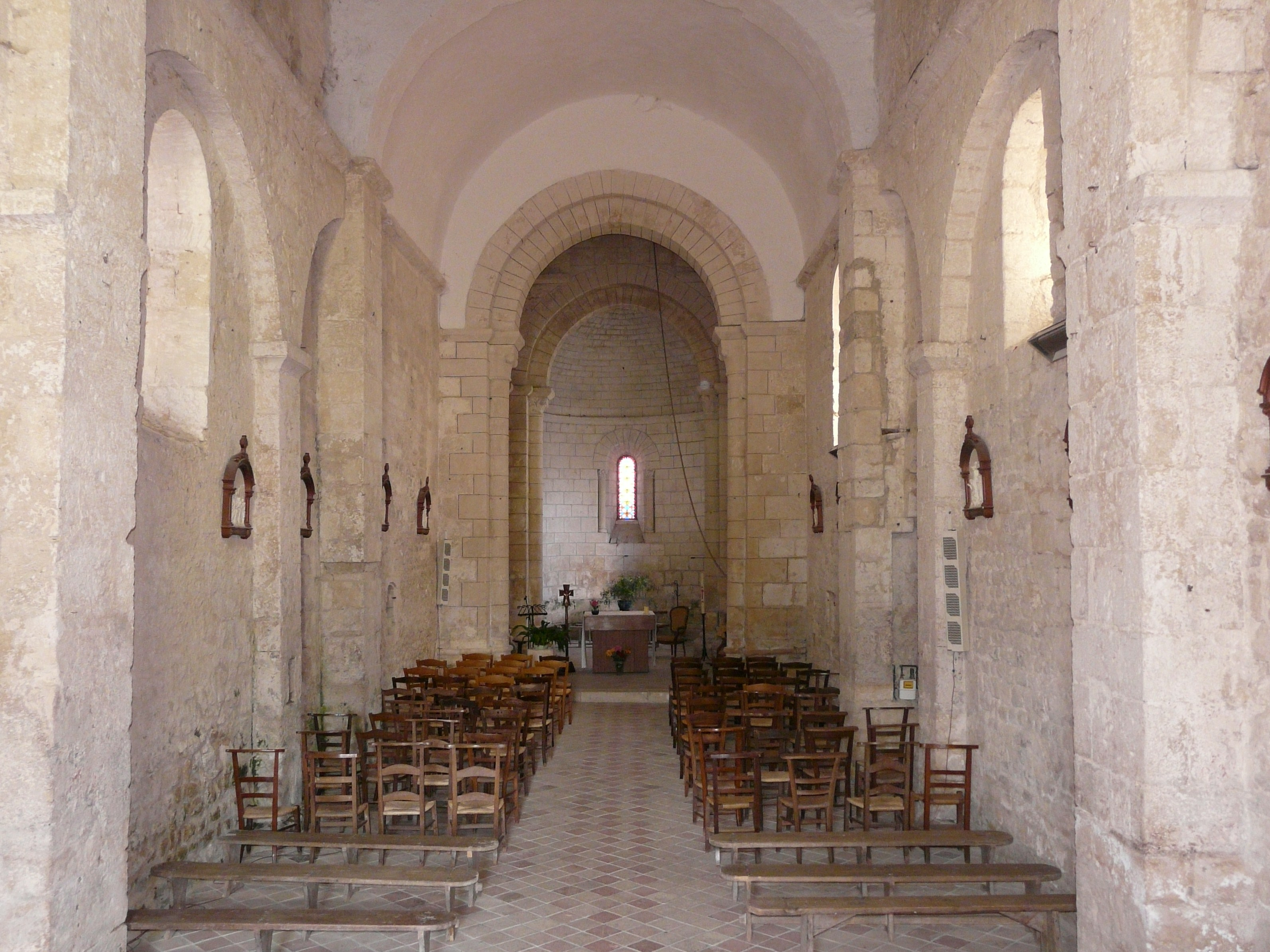
Vue de la nef et de l'abside

Les fouilles des années 1970-1980 ont permis de mettre au jour des traces de peintures murales.

#### Abside
L'abside, voutée en cul-de-four a été elle aussi construite dans la première moitié du XIIe siècle. Plus tard une communication vers l'absidiole a été percée. Ses chapiteaux sont ornés de palmettes et de rinceaux de feuilles, de deux têtes de lion qui s'affrontent, d'un visage entre deux oiseaux.

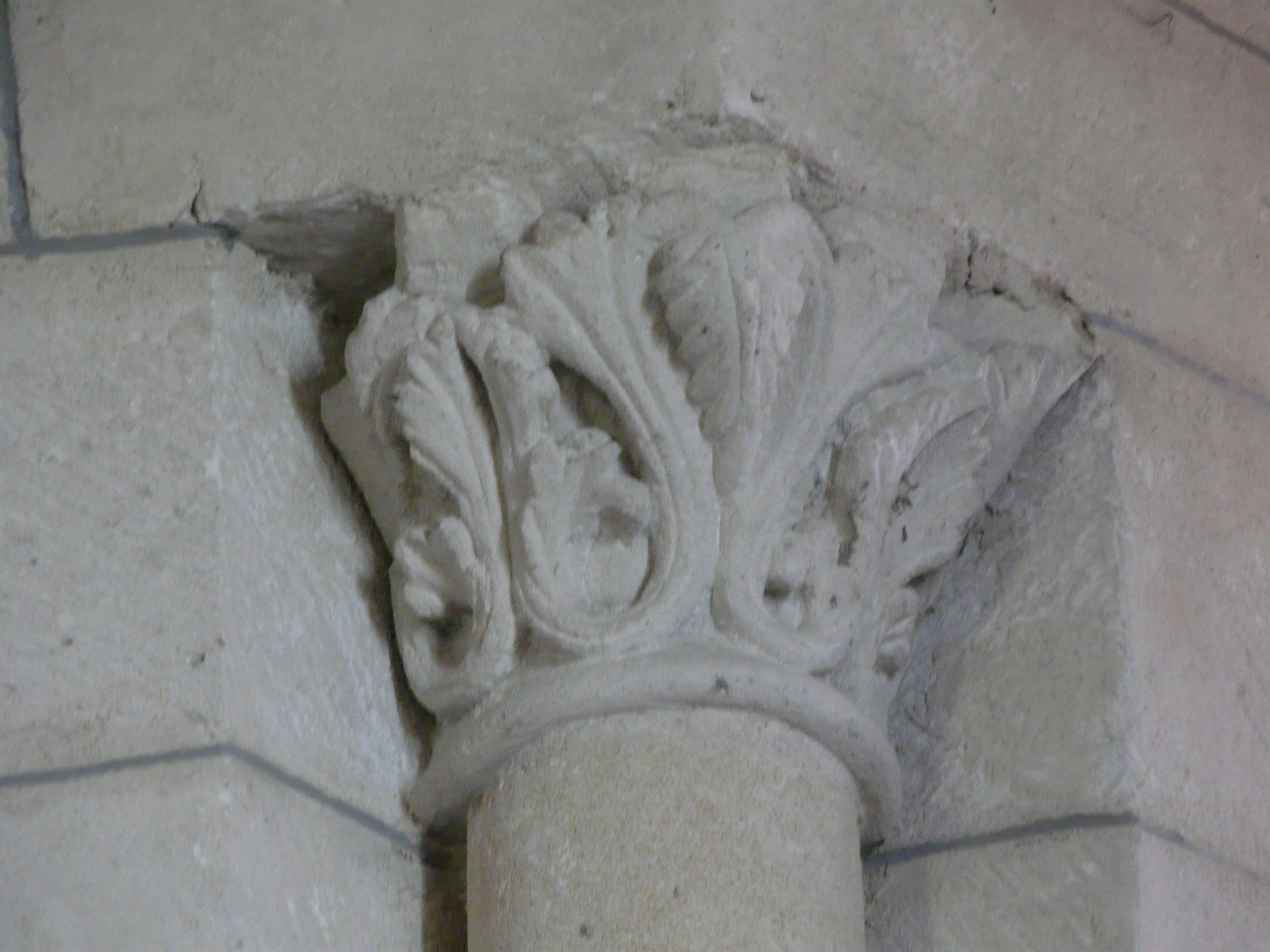
Chapiteau à feuilles et palmettes
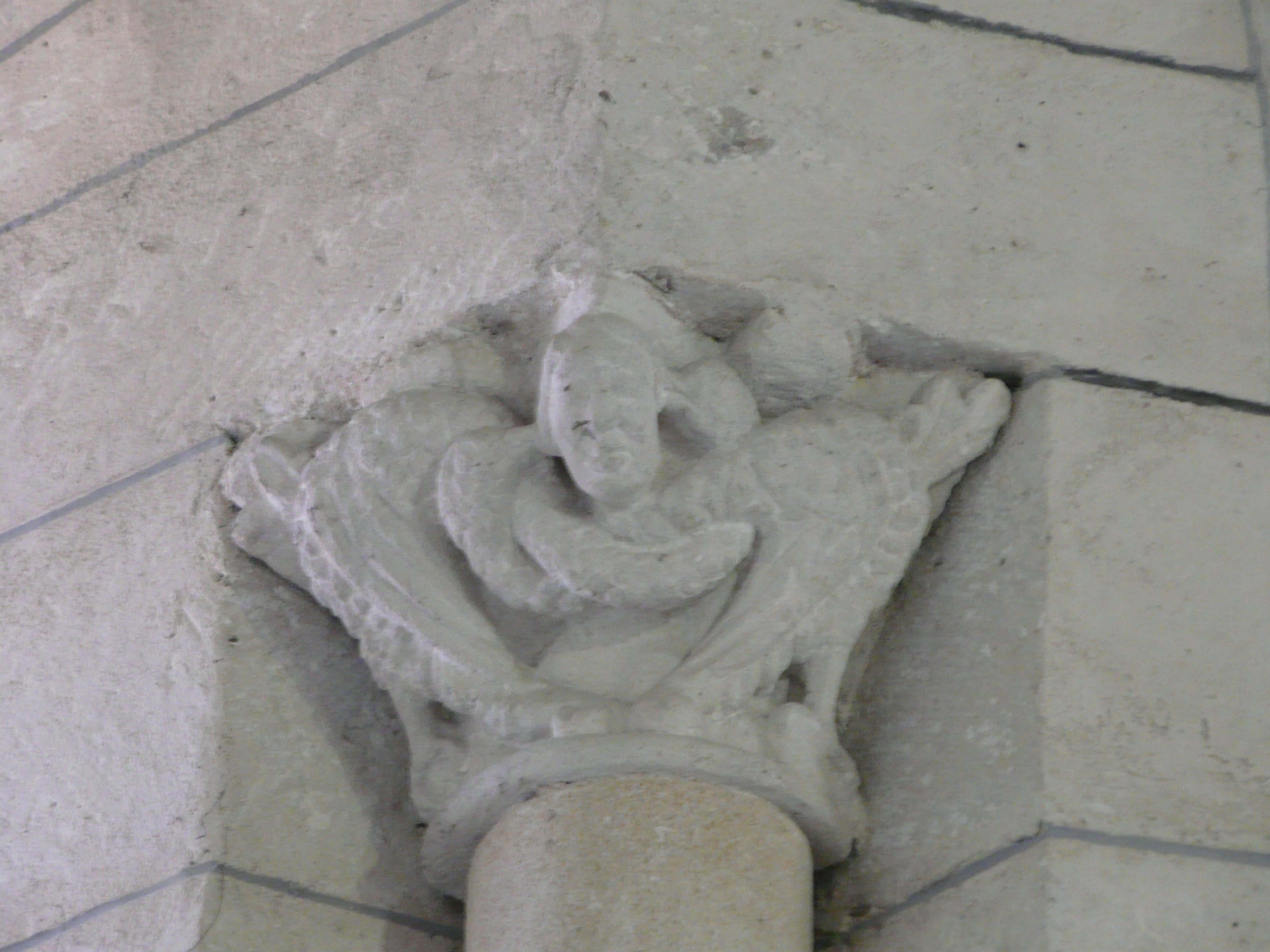
Chapiteau à visage entre deux oiseaux
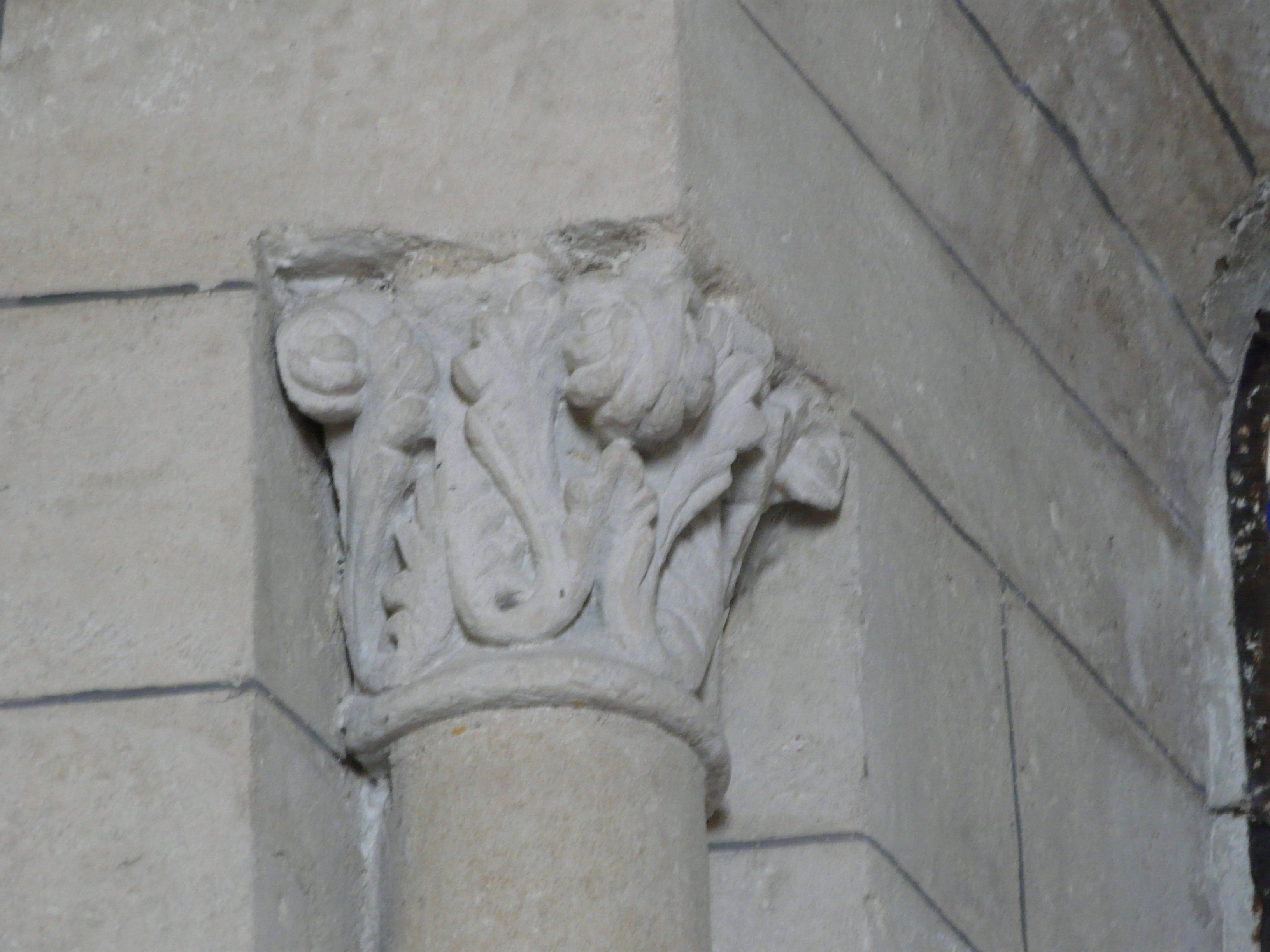
Chapiteau à feuilles et palmettes

#### Transept
Le transept gauche et l'absidiole correspondent à une troisième phase de travaux au milieu du XIIe siècle. Ce bras de transept est vouté en berceau plein-cintre, comme la troisième travée. Ses chapiteaux sont ornés de corbeilles semi-lisses. L'absidiole est voutée en cul-de-four comme l'abside.

#### Chapelle
La chapelle de Saint-Christophe, devenue chapelle de la Vierge a été restaurée en 1660 puis en 1897.

## Mobilier

### Cloches
Les trois cloches, datées de 1603, 1604 et 1623 sont parmi les plus anciennes cloches de l'Angoumois.
L'une d'entre elles a été donnée au prieuré Saint-Christophe en 1604 comme l'atteste l'inscription qui est gravée « JESUS MARIA JE SUIS FAICTE POUR S CHRISTOFFE DE VINDELLE EN LAN 1604. BENITE PAR... N.B. BRUNELIERE. PARIN NOBLE HOMME M. MESNAR ; MESSIRE C. CONSTANT ». Elle est classée monument historique au titre d'objet depuis le 30 octobre 1944.

### Vitraux
Les trois ouvertures du chœur sont ornées de vitraux :

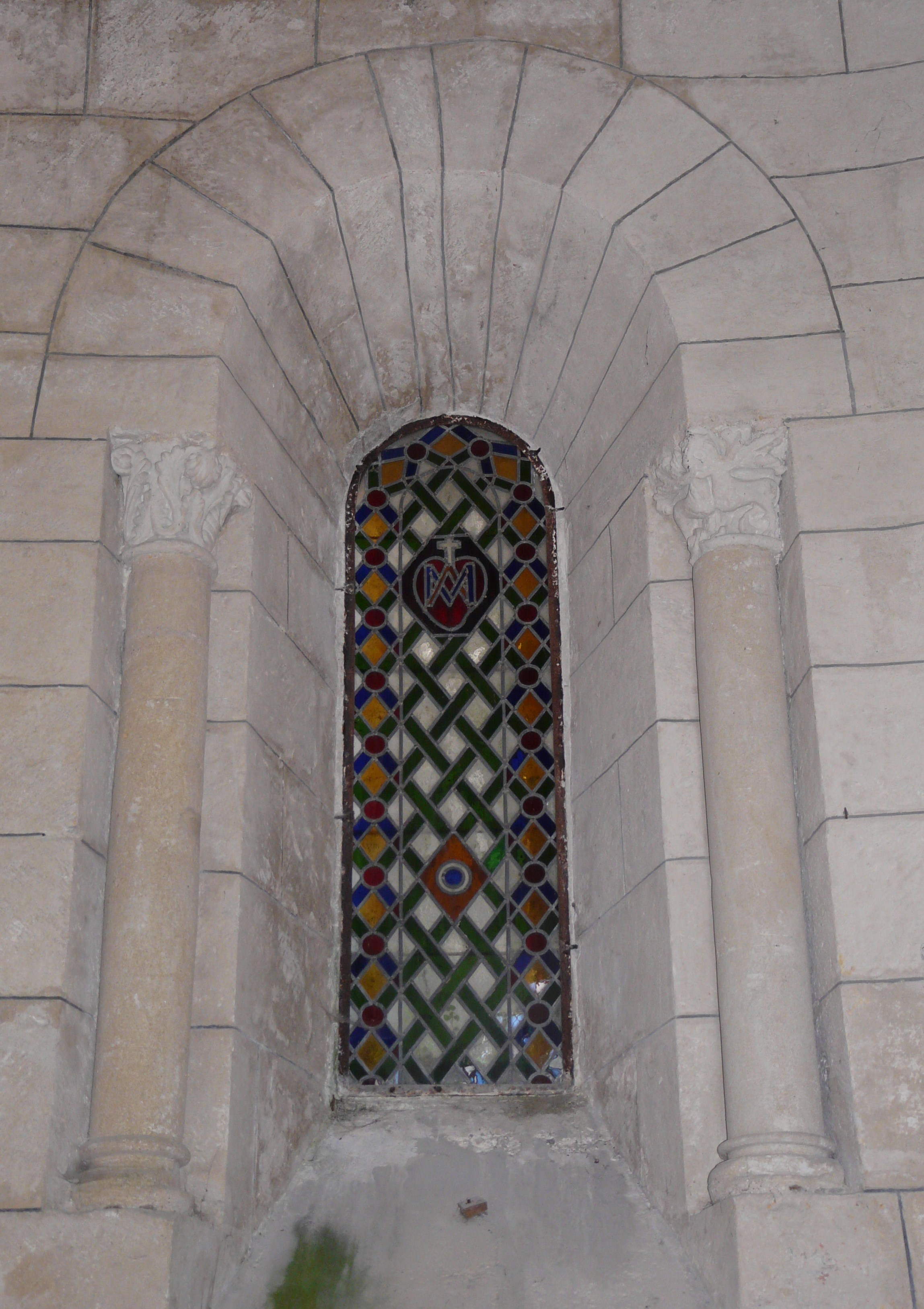
Vitrail du chœur
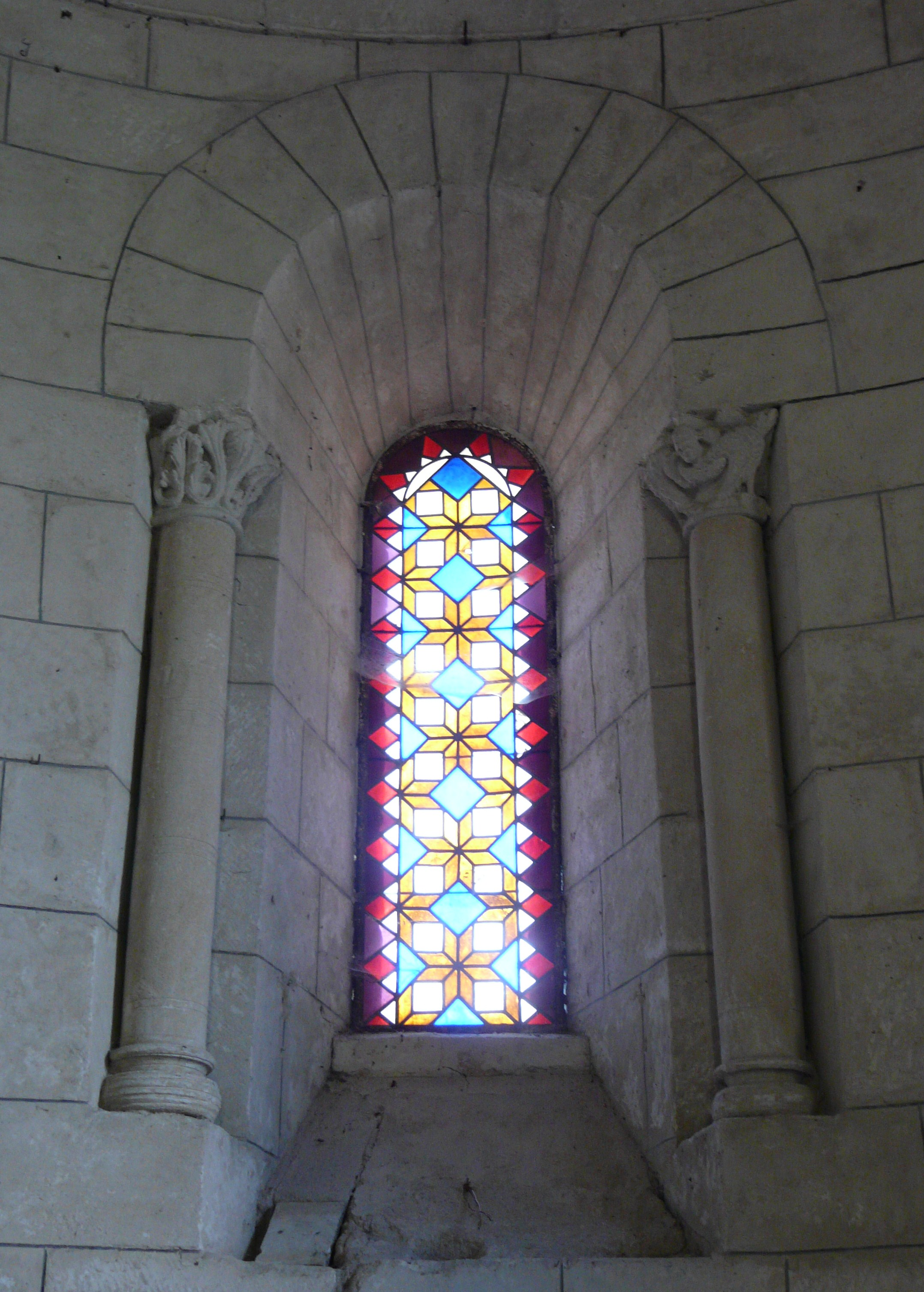
Vitrail central du chœur
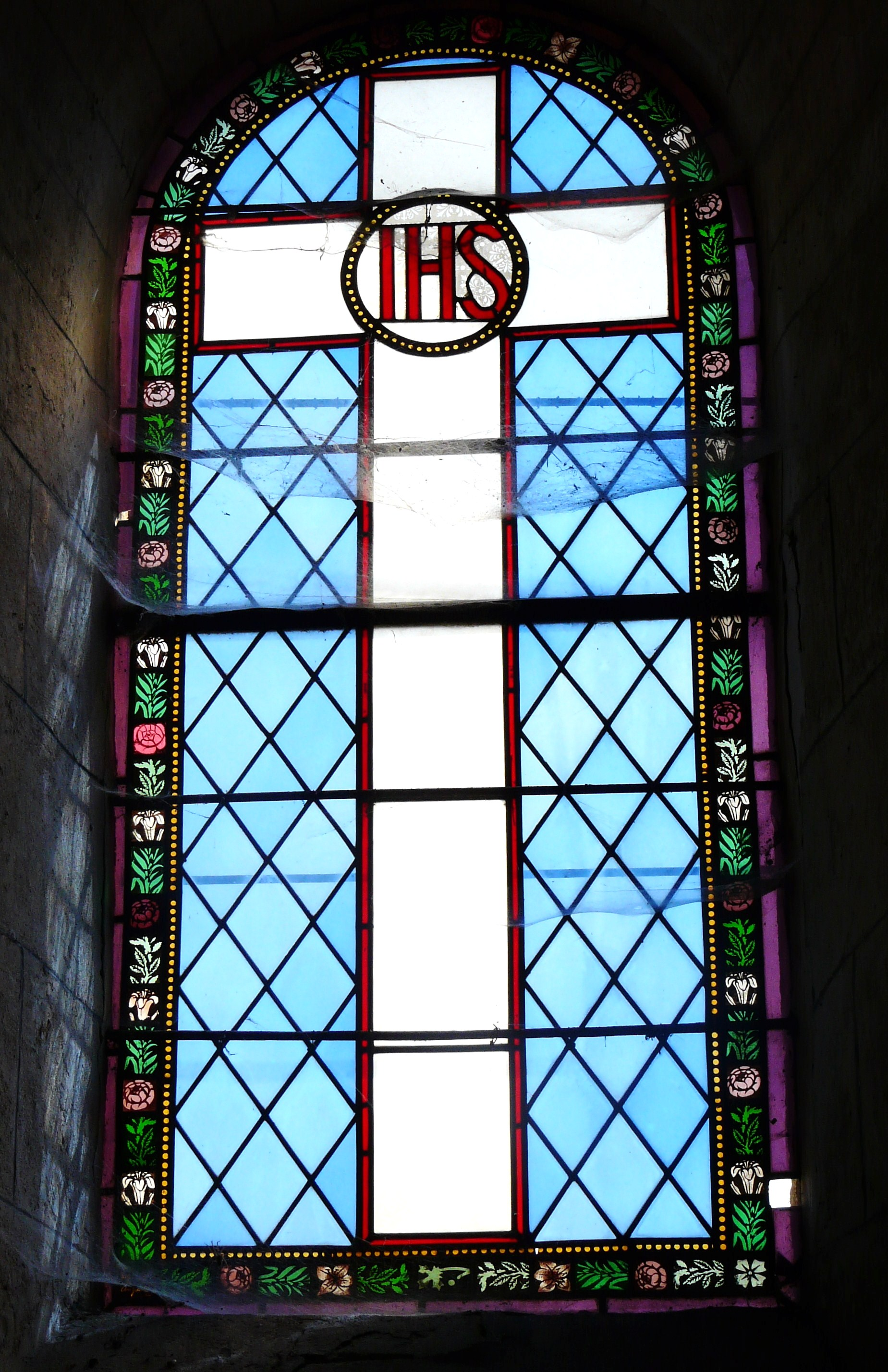
Vitrail sud du chœur

### Sarcophages mérovingiens
C'est en creusant le sol pour mettre au jour la base des piliers que les paroissiens ont découvert des sépultures, une en tuiles à rebords et des sarcophages mérovingiens (datation du haut Moyen Âge, probablement du VIIe siècle).